# Chiesa dei Santi Fabiano e Sebastiano (Novella, Italia)
La chiesa dei Santi Fabiano e Sebastiano è una chiesa sussidiaria a Rivo di Brez, frazione di Novella in Trentino. Fa parte della zona pastorale delle Valli del Noce e risale probabilmente al XII secolo.

## Storia

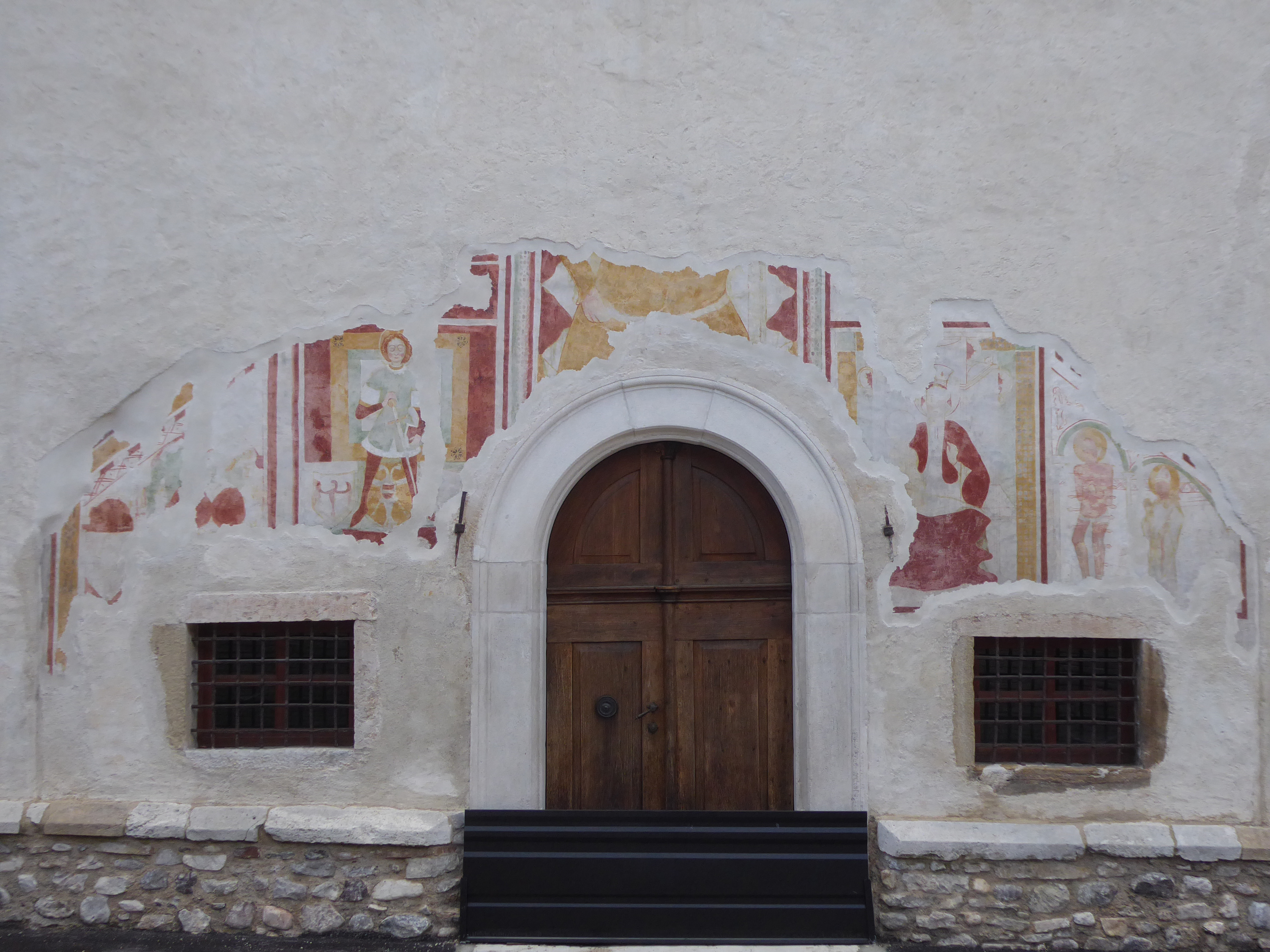
Resti di affreschi sulla facciata

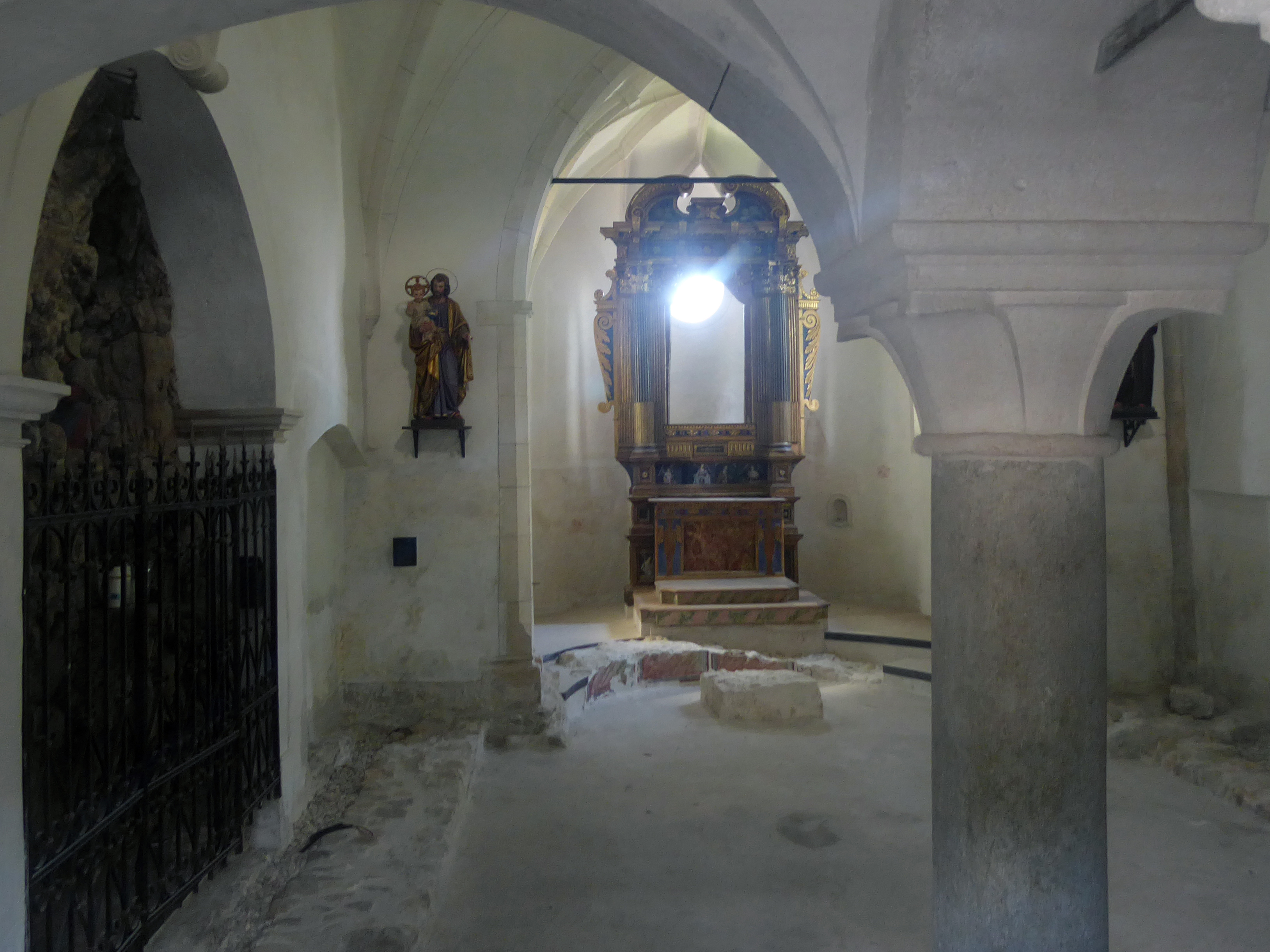
Interno

Quasi certamente sul sito esisteva sin dal XII secolo una chiesetta in stile romanico poiché recenti rilievi archeologici hanno permesso di ritrovare i resti di quell'edificio e quindi di ipotizzarne la struttura a partire dalla pianta, e quindi alla sua suddivisione in locali risalendo anche al periodo nel quale vennero decorate ad affresco le sue pareti (sicuramente entro il XV secolo).
L'edificio venne ricostruito nel 1537 e a quell'anno risale la prima menzione del luogo di culto, contenuta negli atti relativi a una visita pastorale compiuta nel territorio dal cardinale e principe vescovo di Trento Bernardo Clesio. In tale occasione la sala venne descritta con due altari, il primo dedicato a san Fabiano e san Sebastiano e il secondo dedicato a san Bartolomeo.
Nel 1544 fu oggetto di importanti lavori di ristrutturazione che ne trasformarono l'aspetto. Perse così le forme romaniche medievali per assumere quelle gotiche. Nel 1616 nella sala venne costruito il terzo altare, dedicato a santa Lucia.
La torre campanaria venne eretta nei primi anni del XVIII secolo e nella seconda metà del secolo fu costruita la cappella dedicata a sant'Antonio.
Il comune dotò la torre campanaria di un orologio nel 1851 e alla fine del XIX secolo la cappella costruita oltre un secolo prima e dedicata a sant'Antonio venne modificata per assumere l'aspetto della grotta di Lourdes e vi fu posto un gruppo scultoreo con l'immagine di Nostra Signora di Lourdes.
Durante gli anni ottanta furono effettuati restauri che riportarono alla luce alcuni resti dell'antico edificio romanico.

## Descrizione
La facciata è semplice e tipicamente gotica con due spioventi che formano un angolo acuto. Conserva resti di parti affrescate quattrocentesche con le immagini dei santi Maurizio, Cristoforo, Fabiano e Sebastiano, oltre alla Madonna col Bambino. Il portale culmina con un arco a tutto sesto ed è affiancato da due basse finestrelle rettangolari. All'interno la navata è unica. L'altar maggiore in legno è ornato dalla pala che rappresenta la Madonna col Bambino ed i santi Fabiano e Sebastiano. Tale dipinto è una copia della pala originale trasferita nella nuova chiesa parrocchiale di Santa Maria Ausiliatrice (edificata tra 1965 e 1966) ed attribuita a Martino Teofilo Polacco. Nella parte absidale sono presenti due tele: San Francesco, del XVIII secolo, e Sant'Antonio da Padova, del XIX secolo. Caratteristica è la copia della grotta di Lourdes che ospita alcune statue in legno a ricordo dell'apparizione della Madonna.